# Гоне (Па де Кале)
Гоне (фр. Gosnay) насеље је и општина у североисточној Француској у региону Север-Па д Кале, у департману Па де Кале која припада префектури Béthune.
По подацима из 2011. године у општини је живело 1017 становника, а густина насељености је износила 460,18 становника/km². Општина се простире на површини од 2,21 km². Налази се на средњој надморској висини од 29 метара (максималној 61 m, а минималној 25 m).

## Демографија
| 1962. | 1968. | 1975. | 1982. | 1990. | 1999. | 2011. |
| ----- | ----- | ----- | ----- | ----- | ----- | ----- |
| 1.267 | 1.388 | 1.297 | 1.178 | 1.226 | 1.195 | 1.017 |

График промене броја становника у току последњих година